# Telšiai
Telšiai (em samogiciano: Telšē) é uma cidade na Lituânia com aproximadamente 35.000 habitantes. É a capital do Condado de Telšiai, e está localizada no Lago Mastis. Próxima a Colina Šatrija (227 m), e é um local de preservação da natureza.

## Cidade-irmã

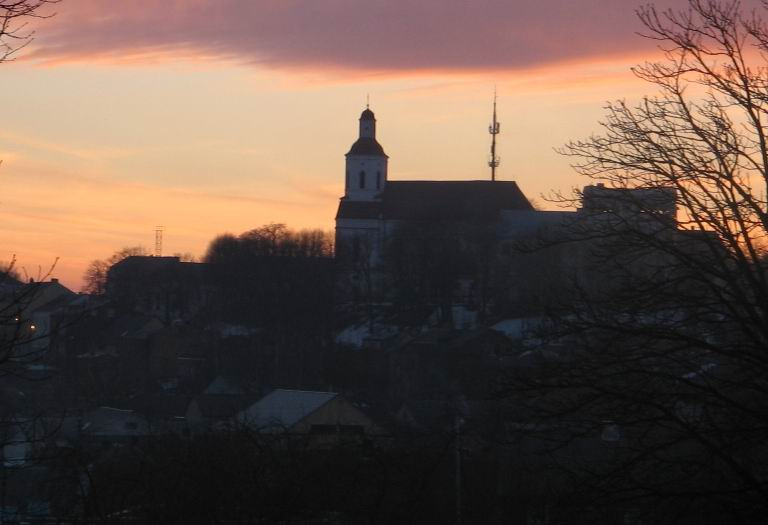
Telšiai à noite.

- Krnov, República TchecaTelšiai à noite.

## Pessoas ilustres
- Stanisław Narutowicz (1862–1932), político, signatário da Declaração de Independência da Lituânia
- Gabriel Narutowicz (1865–1922), primeiro Presidente da Polônia
- Wilfrid Michael Voynich (1865–1930), revolucionário, epônimo do  Manuscrito de Voynich
- Vladas Petronaitis (1888–1941), soldado e advogado preso em Telšiai antes de sua execução pelo NKVD no Massacre de Rainiai
- Rolandas Paksas (1956–), ex-Presidente da Lituânia
- Jurga Šeduikytė (1980–), cantora lituana
- Alfredas Bumblauskas (1956–), historiador lituano